# 姚向黎
姚向黎（1925年—2003年），原名姚品兰，女，原籍山东掖县，生于奉天沈阳，中国电影、话剧演员。